# Albert F. Shields

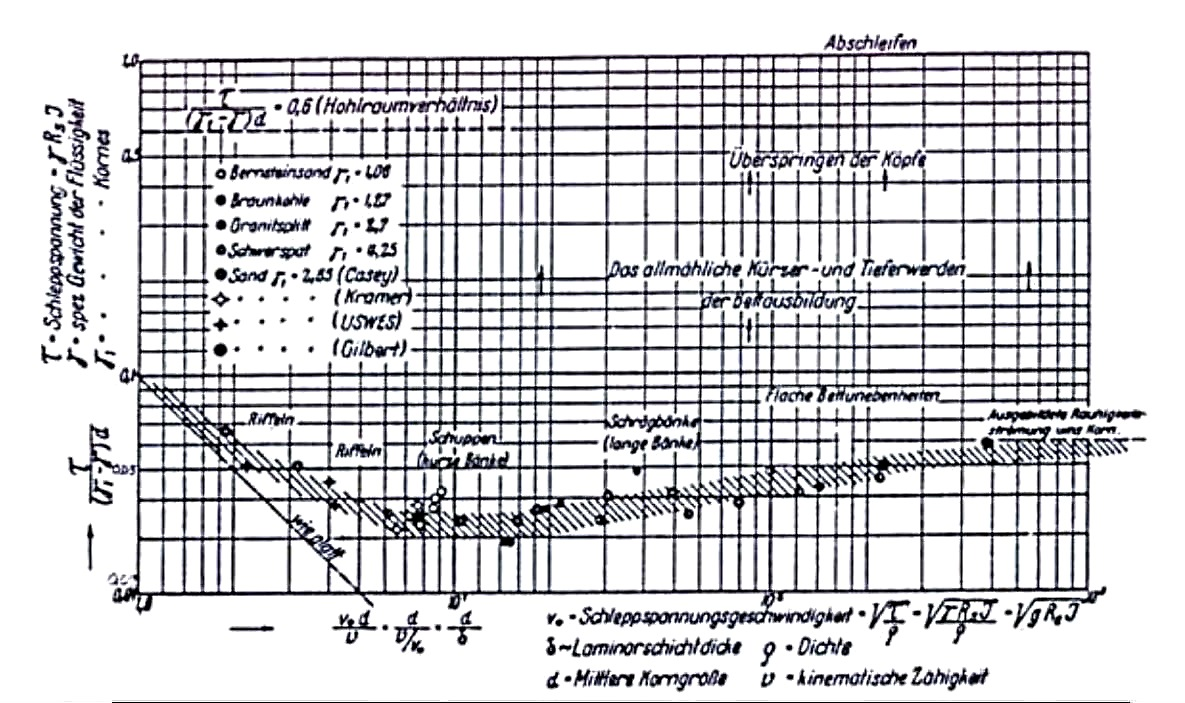
Originele diagram van Shields, 1936

Albert Frank Shields (Cleveland, 26 juni 1908 - 1 juli 1974) was een Amerikaans werktuigbouwkundig ingenieur, die vooral bekendheid geniet door zijn afleiding voor het bepalen van het begin van beweging van zand en grind in stroming.

## Opleiding
Albert Shields werd geboren in Cleveland (Ohio). Hij was de zoon uit een niet welgesteld gezin. Hij studeerde bij het Stevens Institute of Technology, waar hij in 1933 zijn mastergraad kreeg. Hij kreeg toen een beurs van de Deutschen Akademischen Austauschdienst en ging daarmee in Duitsland studeren bij de Preussische Versuchsanstalt für Wasserbau und Schiffbau (Pruisisch onderzoeksinstituut voor water- en scheepsbouw; PVWS). Zijn bedoeling was om daar dan te promoveren op een onderwerp in de scheepsbouw (de TH Berlijn was in die tijd toonaangevend op dat gebied). De beurs was echter zeer beperkt en dekte alleen de kosten van levensonderhoud in Duitsland en niet de reiskosten. Shields betaalde zijn overtocht door te gaan werken op een vrachtschip naar Duitsland.

## Zijn tijd in Duitsland
Na aankomst in Duitsland in 1934 bleek dat PVWS alleen onderzoeksplaatsen op het gebied van de scheepsbouw had, waar de onderzoeker zelf een financiële bijdrage moest geven aan het onderzoek. Aangezien Shields geen extra geld had, was dat niet mogelijk (bovendien was door de enorme inflatie de waarde van zijn beurs ook aanmerkelijk verminderd). De enige optie die hem aangeboden werd was om door te gaan met het onderzoek naar de stabiliteit van bodemmateriaal in waterlopen (Geschiebebewegung). Dit onderzoek was gestart door Franz Eisner), die in 1933 zelfmoord gepleegd had vanwege het feit dat hij door de nazi's uit zijn functie gezet was. Shields kreeg het kantoor van Eisner (Eisner had in dit kantoor zelfmoord gepleegd) en hij kreeg twee assistenten toegewezen. Shields werkte verder aan het onderzoek dat voor hem was opgestart door Hans Kramer en Hugh John Casey (beide ook Amerikaanse bursalen in Duitsland). Omdat Shields als werktuigbouwer hier geen achtergrondkennis in had, moest hij die zich eerst eigen maken. Zijn promotor was Dr. Ing. Adolf Ludin)), een overtuigde nazi met een hekel aan Amerikanen. Gelukkig had hij in zijn dagelijks werk niet met hem te maken. Hij heeft Ludin slechts twee keer ontmoet, bij het opstarten van het onderzoek en bij zijn promotie. 
In 1935 werd ook duidelijk dat de TH Berlijn zijn ingenieursdiploma van Stevens niet erkende; hij was dus gedwongen om ook nog een Duitse mastertitel (Dipl-Ing) te halen. Hij heeft dat toen tussendoor gedaan bij prof. Föttinger van de TH Charlottenburg, onder leiding van Dr. Weinig. Dit leidde tot een scriptie over het karteren van de freatische  lijn in stuwdammen (hodogram). Deze scriptie werd zeer goed beoordeeld en leidde zelfs tot een publicatie.
Mede doordat hij deze extra masterstudie moest afronden kwam hij in financiële problemen en moest hij op zoek naar een baantje.Hij kon in Berlijn geen werk vinden Uiteindelijk vond hij een baantje bij een staalfabriek in het staalfabriek in het Saargebied. Hij heeft hier in de zomer van 1935 gewerkt.
In het najaar van 1935 kon hij wat na gedoe zijn onderzoek bij PVWS voortzetten en in het voorjaar van 1936 was het onderzoek afgerond en het manuscript van zijn proefschrift gereed. Na nog wat kleine verbeteringen werd het proefschrift in mei 1936 ingediend bij de TH van Berlijn en zijn promotor, prof. Ludin Op 30 juni was het (mondelinge) examen; prof. Ludin luisterde zonder enige commentaar naar zijn presentatie. Direct na afloop van de presentatie gaf Ludin alleen wat denigrerende opmerkingen en ging hij weg. Shields heeft hem nooit meer gesproken. Shields had zelfs geen kopie meer van het proefschrift, dat had hij aan een van de examinatoren uitgeleend. Een aantal dagen later kreeg hij het bericht dat zijn proefschrift was beoordeeld met een "Gut" (een 7). Shields was teleurgesteld over dit resultaat, en wilde zo snel mogelijk naar huis. Het was in die tijd gebruikelijk dat een proefschrift pas in druk verscheen nadat het was verdedigd. De directeur van PVWS, prof. Seifert, beloofde Shields t.z.t. 200 exemplaren van het proefschrift toe te sturen; Shields heeft die echter nooit mogen ontvangen. 
In dit proefschrift presenteerde Shields een grafiek voor de stabiliteit van zand en grind in stroming, een formule voor de berekening van die stabiliteit en een zandtransportformule. Deze resultaten zijn een belangrijke basis van de huidige kennis op het gebied van sedimenttransport.

Hij had nog een paar verplichtingen jegens PVWS. In deze tijd lukte het hem wel om nog wat onderzoek te doen met Dr. Weinbaum naar de golfweerstand op scheepsrompen. Dit was het onderzoek waarvoor hij eigenlijk naar Berlijn gekomen was.

## Zijn latere loopbaan
Na zijn terugkeer in de Verenigde Staten kon hij op zijn vakgebied geen werk vinden. Hij probeerde een baan te vinden bij het California Institute of Technology, maar die hadden geen vacature. Ten slotte vond hij een baan bij de golfkartonfabriek S&S Corrugated Paper Machinery Co., Inc. in Brooklyn (een stadsdeel van New York), waar hij voor zijn vertrek naar Duitsland ook kort gewerkt had. Hij heeft zich daar voornamelijk beziggehouden met het verbeteren van papiermachines, en heeft een aantal patenten hiervoor gekregen. In 1973 ging hij daar aan de slag als hoofd van de ingenieursafdeling. Deze baan en de inkomsten uit de patenten gaven hem een financieel goede positie. Bij zijn pensionering kon hij zich dan ook een winterhuis in Florida en een zomerhuis in Connecticut veroorloven naast zijn woning in Forest Hills (eveneens in New York). Hij heeft nooit meer iets gepubliceerd op het gebied van sedimenttransport. 

## Contacten met Hunter Rouse
Tijdens zijn verblijf in Berlijn heeft Shields ook contact gehad met Hunter Rouse die in die periode een reis door Europa maakte. Rouse heeft toen een concept van zijn proefschrift gehad, en was daarvan zeer onder de indruk. Hij gebruikte deze informatie in twee publicaties van 1939. Rond 1940 was het concept van de bodemstabiliteit van Shields algemeen bekend in kringen van hydraulici in de Verenigde staten. Toevallig kwam Rouse later in 1939 zijn naam tegen bij een congres (over werktuigbouwkunde), en vond zo zijn adres. Hij schreef toen een brief aan Shields met complimenten voor zijn proefschrift. Het antwoord van Shields was veelzeggend: My heartiest thanks for the very kind letter you have written me! This has been an especially appriciated since it is not only the first thing I have heard about that work but is even the first comment that has been made on it to me.
Door Rouse is later nog gezocht naar de originele meetgegevens van het onderzoek van Shields, die had Shields niet zelf maar waren in Berlijn gebleven. Zij zijn tijdens de oorlog daar verloren gegaan. 
- Gemeinsame Normdatei: 1153089890
- Virtual International Authority File: 45277288
- WorldCat: E39PBJx4ky8Ccgfq8mpjCbwQv3